# Vitögd sångsmyg
Vitögd sångsmyg (Gerygone tenebrosa) är en fågel i familjen taggnäbbar inom ordningen tättingar.

## Utbredning och systematik
Vitögd sångsmyg förekommer i mangroveträsk i Australien och delas in i två underarter med följande utbredning:
- G. t. tenebrosa – nordvästra Western Australia (Broome till Kimberley)
- G. t. christophori – centrala västra Australien (Shark Bay till DeGray Lake)

## Status
Arten har ett stort utbredningsområde och beståndet anses vara stabilt. Internationella naturvårdsunionen IUCN listar den därför som livskraftig (LC).